# STS-43
STS-43 byla mise raketoplánu Atlantis. Celkem se jednalo o 42. misi raketoplánu do vesmíru a 9. pro Atlantis. Cílem letu bylo vynesení satelitu TDRS-5 na oběžnou dráhu.

## Posádka
- John E. Blaha (3) velitel
- Michael A. Baker (1) pilot
- Shannon Lucidová (3) letový specialista
- James C. Adamson (2) letový specialista
- George David Low (2) letový specialista

V závorkách je uvedený dosavadní počet letů do vesmíru včetně této mise.